# José Antonio Gómez Marín
José Antonio Gómez Marín  es un escritor español.

## Biografía
Nació en Huelva en 1940 y realizó sus primeros estudios y el Bachillerato en la Escuela Francesa de Huelva. Se licenció en la Universidad Complutense de Madrid, en Ciencias Políticas y Económicas. Se graduó en la Escuela Oficial de Periodismo de Madrid. Posteriormente obtuvo el grado de Doctor en la Universidad de Huelva. Posteriormente asistió e impartió cursos en las universidades de La Sorbona y Pau.
Técnico de Administración Civil del Estado hasta su excedencia.
Enseñó, primero, Estructura Social, y luego Sociología de la Religión en la Facultad de C.C.P.P. y Sociología de la Universidad Complutense. Dio varios cursos en la Facultad de Empresariales de la Universidad de Sevilla.
Colaboró como crítico en la ‘Revista de Occidente’, ‘Cuadernos Hispanoamericanos’, ‘Ínsula’, “El Urogallo” y otras publicaciones especializadas. Escribió en la revista “Triunfo” a cuyo Consejo Editorial perteneció, así como en varios periódicos madrileños. Ha sido columnista y editorialista en Diario 16,en  El independiente ,del diario El Mundo, de cuyo Consejo Editorial fue miembro y, actualmente escribe en ABC.
Fundó y codirigió las revistas ‘Argumentos’ y ‘Agricultura y Sociedad’. Ha trabajado en medios audiovisuales, en las principales tertulias, en Onda Cero, COPE, Tele Cinco o Antena 3.
Durante años fue discípulo de José Antonio Maravall y posteriormente cursó estudios con Lucien Goldmann. Especialista en Sociología del Conocimiento, lleva años dedicado a estudios de mitología y pensamiento simbólico.

## Algunas publicaciones
Entre sus publicaciones destacan “Palabra nuestra” (poemas), “La idea de sociedad en Valle-Inclán” (Taurus), “Bandolerismo, santidad y otros temas españoles” (Castellote), “Aproximaciones al realismo español” (Castellote), “Hablar con propiedad. Antología de frases de Derecha” (Ediciones Libertarias), “Viaje a Carabales” (Padilla Libros), “Juan Bernal Díaz de Luco. Un obispo reformista entre Loyola y Erasmo” (Universidad de Huelva), El 'Tesoro' de Covarrubias. Lengua y saber en la España manierista" (Universidad de Huelva), y “La aporía del Mal y el mito de Job” (en prensa). Poesía y relatos en diversas publicaciones nacionales y extranjeras, más numerosos prólogos.

## Honores
Premio Nacional Universitario “Miguel de Unamuno”, Accésit Premio Pemán de Periodismo, Premio Romero Murube de Periodismo 2016.
Está en posesión de la Medalla de la Ciudad de Huelva, de la que es también Hijo Predilecto. Es igualmente Hijo Adoptivo de Valverde del Camino. Es académico de número de la Real Academia Sevillana de Buenas Letras.
- Datos: Q5937888